# Zilveren Bal 1952
De Zilveren Bal 1952/53 was de 51e editie van dit traditionele officieuze openingstoernooi van het voetbalseizoen. Na een recordaantal van drie maal achtereen de finale te hebben verloren won Eindhoven de Zilveren Bal. Na een 2-0 achterstand tegen het pas naar de eerste klasse gepromoveerde Stormvogels maakte Jan Louwers in de 90e minuut de 3-2. Direct daarna was de wedstrijd afgelopen.

## Uitslagen
1901/02 ·
1902/03 ·
1903/04 ·
1904/05 ·
1905/06 ·
1906/07 ·
1907/08 ·
1908/09 ·
1909/10 ·
1910/11 ·
1911/12 ·
1912/13 ·
1913/14 ·
1914/15 ·
1915/16 ·
1916/17 ·
1917/18 ·
1918/19 ·
1919/20 ·
1920/21 ·
1921/22 ·
1922/23 ·
1923/24 ·
1924/25 ·
1925/26 ·
1926/27 ·
1927/28 ·
1928/29 ·
1929/30 ·
1930/31 ·
1931/32 ·
1932/33 ·
1933/34 ·
1934/35 ·
1935/36 ·
1936/37 ·
1937/38 ·
1938/39 ·
1939/40 ·
1940/41 ·
1941/42 ·
1942/43 ·
1943/44 ·
1944/45 ·
1945/46 ·
1946/47 ·
1947/48 ·
1948/49 ·
1949/50 ·
1950/51 ·
1951/52 ·
1952/53 ·
1953/54 ·
1954/55